# Trädgårdsområdet Dessau-Wörlitz

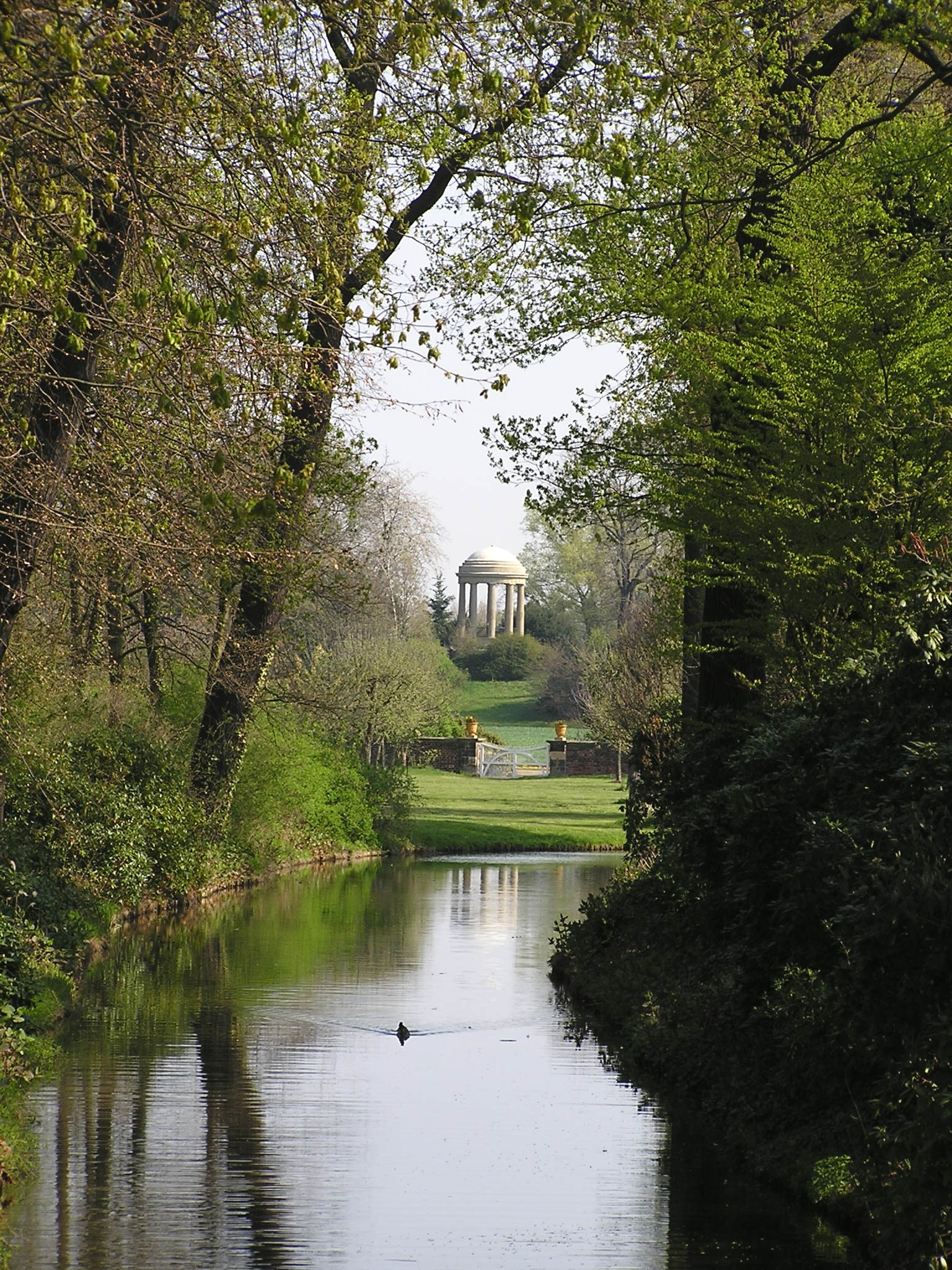
Del av parken i Wörlitz

Trädgårdsområdet Dessau-Wörlitz är ett kulturlandskap i det förbundslandet Sachsen-Anhalt i östra Tyskland.
Området med en area av 142 km² kännetecknas av flera parker i engelsk stil och flera slott eller herresäten. Trädgårdarna skapades längs floden Elbe under ledning av furste Leopold III av Anhalt-Dessau. Några kända platser i området är Georgengarten, slottet Mosigkau, Leiner Berg, Sieglitzer Berg, slottet Oranienbaum och parken i Wörlitz. Sedan november 2000 listas området av Unesco som världsarv.